# 埼玉武蔵ヒートベアーズの選手一覧
埼玉武蔵ヒートベアーズの選手一覧（さいたまむさしヒートベアーズのせんしゅいちらん）は、ベースボール・チャレンジ・リーグ（ルートインBCリーグ）の埼玉武蔵ヒートベアーズ（2018年9月までは武蔵ヒートベアーズ）に所属する選手、およびかつて所属していた主な選手の一覧である。便宜上「保有選手」については本来の守備位置内に記載する。

## 首脳陣
| 背番号 | 名前       | 役職                   |
| ------ | ---------- | ---------------------- |
| 8      | 清田育宏   | 監督                   |
| 23     | 青木玲磨   | コーチ補佐（選手兼任） |
| 32     | 枡田慎太郎 | コーチ                 |

## 所属選手
※備考欄の「移籍」はリーグより移籍選手として公示されたもの。
それ以外の前年リーグ内他球団所属者は「前年は××に所属」と記載。

### 投手
| 背番号 | 選手名   | 投 | 打 | 備考                                   |
| ------ | -------- | -- | -- | -------------------------------------- |
| 11     | 大宅健介 | 左 | 左 |                                        |
| 13     | 原田雅博 | 右 | 右 | 練習生                                 |
| 14     | 長坂拓夢 | 右 | 右 |                                        |
| 15     | 平澤燎   | 右 | 右 | 2025年度新入団                         |
| 17     | 今村虎楠 | 右 | 右 |                                        |
| 20     | 小野真生 | 右 | 右 | 2025年度新入団                         |
| 22     | 高木大輝 | 左 | 左 | 2025年度新入団                         |
| 27     | 前田悠稀 | 右 | 右 | 2025年度新入団 練習生                  |
| 29     | 野田永久 | 右 | 右 |                                        |
| 34     | 早坂玲威 | 右 | 右 | 2025年度新入団 練習生                  |
| 35     | 桐島愛斗 | 右 | 左 | 練習生                                 |
| 39     | 川口琉玖 | 右 | 右 | 2025年度新入団 練習生                  |
| 40     | 大生竜万 | 右 | 左 |                                        |
| 41     | 川嶋大夢 | 左 | 左 | 練習生                                 |
| 44     | 井高温   | 左 | 左 | 2025年度新入団                         |
| 45     | 阿部優太 | 右 | 右 | 2025年度新入団 前年は福島に所属 練習生 |
| 71     | 林宏樹   | 右 | 右 | 2025年度新入団 練習生                  |

### 捕手
| 背番号 | 選手名   | 投 | 打 | 備考           |
| ------ | -------- | -- | -- | -------------- |
| 24     | 佐藤英雄 | 右 | 右 | 2025年度新入団 |
| 31     | 日髙響太 | 右 | 右 |                |
| 33     | 田村剛大 | 右 | 右 |                |
| 37     | 本田凌太 | 右 | 右 |                |

### 内野手
| 背番号 | 選手名     | 投 | 打 | 備考                  |
| ------ | ---------- | -- | -- | --------------------- |
| 0      | 平岩拓海   | 右 | 右 | 2025年度新入団        |
| 1      | 大城龍馬   | 右 | 右 | 2025年度新入団        |
| 2      | 市川航都   | 右 | 左 |                       |
| 3      | 高橋空大   | 右 | 左 |                       |
| 5      | 中野駿介   | 右 | 右 | 2025年度新入団        |
| 6      | 上田大輝   | 右 | 左 | キャプテン            |
| 12     | 筒井蓮     | 右 | 右 | 2025年度新入団 練習生 |
| 25     | 横尾慎一郎 | 右 | 右 | 2025年度新入団        |
| 55     | 橘八重龍誠 | 右 | 左 | 2025年度新入団        |

### 外野手
| 背番号 | 選手名     | 投 | 打 | 備考                                   |
| ------ | ---------- | -- | -- | -------------------------------------- |
| 4      | 増田雄仁   | 右 | 左 | 2025年度新入団                         |
| 7      | 塚田七斗   | 右 | 左 | 2025年度新入団                         |
| 9      | 宮前倫太朗 | 右 | 右 | 2025年度新入団                         |
| 23     | 青木玲磨   | 右 | 右 | コーチ補佐兼任 練習生                  |
| 26     | 黒田陸     | 右 | 右 | 2025年度新入団 練習生                  |
| 28     | 鈴木理央   | 右 | 右 | 2025年度新入団                         |
| 38     | 坪井壮地   | 右 | 右 | 2025年度新入団                         |
| 61     | 小原海翔   | 右 | 右 | 2025年度新入団 前年は千葉に所属 練習生 |
| 63     | 山本力哉   | 右 | 左 | 練習生                                 |

## 過去に在籍していた主な選手

### NPB入団選手
※年はNPB入団前の最終所属年度。当球団から直接入団した選手に限る。
- 2015年
  - ベク・チャスン - 千葉ロッテマリーンズ（シーズン中に契約、同年退団）
  - 大竹秀義 - 読売ジャイアンツ（育成ドラフト5位、2016年 - 2017年）
  - 小林大誠 - 読売ジャイアンツ（育成ドラフト2位、2016年）
  - 田島洸成 - 読売ジャイアンツ（育成ドラフト4位、2016年 - 2019年）
  - 三ツ間卓也 - 中日ドラゴンズ（育成ドラフト3位、2016年 - 2021年）
  - 矢島陽平 - 読売ジャイアンツ（育成ドラフト7位、2016年 - 2017年）
- 2019年
  - 松岡洸希 - 埼玉西武ライオンズ（ドラフト3位、2020年 - 、2023年より北海道日本ハムファイターズに移籍）
  - 加藤壮太 - 読売ジャイアンツ（育成ドラフト2位、2020年 - 2021年）
- 2022年
  - 樋口正修 - 中日ドラゴンズ（育成ドラフト3位、2023年 - ）
- 2023年
  - 金子功児 - 埼玉西武ライオンズ（育成ドラフト4位、2024年 - ）
  - 芦田丈飛 - オリックス・バファローズ（育成ドラフト5位、2024年 - ）
- 2024年
  - 町田隼乙 - 阪神タイガース（ドラフト4位、2025年 - ）

### 海外プロリーグ入団選手
※年は海外プロリーグ入団前の最終所属年度。当球団から直接入団した選手に限る。
- 2023年
  - 由規 - 楽天モンキーズ（2023年途中）[1] 元・東北楽天ゴールデンイーグルス、在籍時はコーチ兼任。同シーズン中に埼玉に復帰。

### その他
- 石田駿 - 元・東北楽天ゴールデンイーグルス
- 出井敏博 - 埼玉西武ライオンズからの派遣選手
- 大窪士夢 - 埼玉西武ライオンズからの派遣選手
- 大堀泰世 - 地区最多盗塁（2021年）、ベストナイン（2021年）
- 小沼健太 - 茨城アストロプラネッツ移籍後の2020年に千葉ロッテマリーンズから育成指名される。
- 小野寺賢人 - 地区最優秀防御率（2022年）、ベストナイン（2022年）、地区最多勝利（2023年）、地区最多奪三振（2023年）、シーズンMVP（2023年）、2024年より台鋼ホークス
- 小山田拓夢 - 茨城アストロプラネッツのコーチを経て北海道日本ハムファイターズトレーナー[2]。
- 片山博視 - 元・東北楽天ゴールデンイーグルス、ヘッドコーチ兼任。
- 清田育宏 - 元・千葉ロッテマリーンズ、2024年より専任コーチ、2025年より監督
- 金城義 - ベストナイン（2021年）
- 倉橋瞳人
- G.G.佐藤 - 元・千葉ロッテマリーンズ。2022年に引退試合を開催するために現役復帰して入団し、1試合のみ出場した後に退団した。
- 篠田朗樹 - 後に福井ネクサスエレファンツ球団社長[3]
- 角晃多 - 元・千葉ロッテマリーンズ。引退後に監督
- 関口寛己 - ベストナイン（2018年）
- 田澤純一 - 元・ロサンゼルス・エンゼルス
- 辻空 - 元・広島東洋カープ、コーチ兼任
- 利光康介 - 地区最多セーブ（2021年）
- 中後悠平 - 元・千葉ロッテマリーンズ、入団後、開幕前にアリゾナ・ダイヤモンドバックスとマイナー契約を結んだため、試合には出場することなく退団。
- 中村和希 - 元・東北楽天ゴールデンイーグルス
- 根井大輝
- 根本和也 - 退団後、2023年より千葉ロッテマリーンズブルペン捕手
- 野里慶士郎
- 野村裕樹
- 河俊守（朝鮮語版）元・NCダイノス
- ファウティノ・デロスサントス - 元・オークランド・アスレチックス
- フアン・サンタナ - 元広島東洋カープ。2020年3月に入団したが、約2週間で退団した。
- 前川恭兵 - 埼玉西武ライオンズからの派遣選手
- 宮川将 - 元・東北楽天ゴールデンイーグルス
- 宮之原健 - 2020年、2021年主将。ベースボール5日本代表。
- 安田権守 - 退団後、社会人野球チームを経て2019年に斗山ベアーズから指名される。
- 余書農（中国語版） - 元中信兄弟
- 吉田大就 - 吉田大成の実弟。
- ラウール・レイエス - 登録名「レイエス」
- ルシアノ・フェルナンド - 元・東北楽天ゴールデンイーグルス、地区最多打点（2021年）、登録名「フェルナンド」

## 歴代監督
- 星野おさむ（2015）
- 小林宏之（2015 - 2017）※代行期間含む
- 角晃多 (2018 - 2022)
- 西崎幸広 (2023 - 2024)